# Obsjtina Chisarja
Obsjtina Chisarja (bulgariska: Община Хисаря) är en kommun i Bulgarien.   Den ligger i regionen Plovdiv, i den centrala delen av landet, 110 km öster om huvudstaden Sofia.
Obsjtina Chisarja delas in i:
- Belovitsa
- Krasnovo
- Krăstevitj
- Panitjeri
- Staro Zjelezare
- Starosel
- Tjernitjevo
- Novo Zjelezare

Följande samhällen finns i Obsjtina Chisarja:
- Chisarja

Trakten runt Obsjtina Chisarja består till största delen av jordbruksmark. Runt Obsjtina Chisarja är det ganska glesbefolkat, med 27 invånare per kvadratkilometer.